# Janaka (Indonesië)
Janaka is een bestuurslaag in het regentschap Pandeglang van de provincie Banten, Indonesië. Janaka telt 2677 inwoners (volkstelling 2010).